# Julian Koch
Julian Koch (Schwerte, 11 november 1990) is een Duits voormalig voetballer en huidige voetbaltrainer die doorgaans speelde als middenvelder. Tussen 2009 en 2021 was hij actief voor Borussia Dortmund, MSV Duisburg, Mainz 05, FC St. Pauli, Fortuna Düsseldorf, Ferencváros en VfL Hörde.

## Clubcarrière
Koch zag het levenslicht in Schwerte, maar verhuisde in 1991 naar Dortmund. Hij speelde sinds 2001 in de jeugdopleiding van Borussia Dortmund. Na zeven jaar speelde hij in het reserveteam van de club en op 6 maart 2010 maakte hij zijn debuut voor het eerste, in een met 3-0 gewonnen wedstrijd tegen Borussia Mönchengladbach. Op 18 mei 2010 werd Koch tot het einde van het seizoen verhuurd aan MSV Duisburg. In een duel tegen Rot-Weiß Oberhausen liep hij echter een knieblessure op, wat hem de rest van het seizoen kostte. Op 2 mei 2012 verlengde de middenvelder zijn verbintenis bij de toenmalig landskampioen met twee jaar. Een paar dagen later werd bekend dat hij dat seizoen opnieuw op huurbasis voor Duisburg zou spelen.
In de zomer van 2013 maakte hij de overstap naar Mainz 05, waar hij onder anderen Jan Kirchhoff moest komen vervangen. Hij tekende voor vier jaar bij zijn nieuwe club. Bij Mainz zou hij echter maar tot vier optredens komen in anderhalf jaar en hierop werd hij voor een half seizoen op huurbasis gestald bij FC St. Pauli. Na dit halve jaar verliet Koch zijn werkgever Mainz definitief en Fortuna Düsseldorf werd zijn nieuwe club. Bij Fortuna zette hij zijn handtekening onder een verbintenis voor de duur van drie seizoenen. Dit contract zou Koch echter niet uitzitten, want in de winterstop van het seizoen 2016/17 maakte de middenvelder de overstap naar Ferencváros. Gedurende tweeënhalf jaar speelde Koch zestien competitiewedstrijden in Hongarije, voor hij terugkeerde in Duitsland en bij amateurclub VfL Hörde tekende.
In de zomer van 2021 besloot Koch op dertigjarige leeftijd een punt te zetten achter zijn actieve loopbaan. Een jaar later werd hij door Borussia Dortmund aangesteld als assistent-trainer van het tweede elftal.

## Clubstatistieken
| Seizoen | Club               | Competitie        | Competitie | Competitie | Beker | Beker | Internationaal | Internationaal | Totaal | Totaal |
| Seizoen | Club               | Competitie        | Wed.       | Dlp.       | Wed.  | Dlp.  | Wed.           | Dlp.           | Wed.   | Dlp.   |
| ------- | ------------------ | ----------------- | ---------- | ---------- | ----- | ----- | -------------- | -------------- | ------ | ------ |
| 2009/10 | Borussia Dortmund  | Bundesliga        | 2          | 0          | 0     | 0     | 0              | 0              | 2      | 0      |
| 2010/11 | → MSV Duisburg     | 2. Bundesliga     | 22         | 2          | 4     | 1     | —              | —              | 26     | 3      |
| 2011/12 | Borussia Dortmund  | Bundesliga        | 0          | 0          | 0     | 0     | 0              | 0              | 0      | 0      |
| 2012/13 | → MSV Duisburg     | 2. Bundesliga     | 22         | 0          | 0     | 0     | —              | —              | 22     | 0      |
| 2013/14 | Mainz 05           | Bundesliga        | 3          | 0          | 0     | 0     | —              | —              | 3      | 0      |
| 2014/15 | Mainz 05           | Bundesliga        | 1          | 0          | 0     | 0     | 0              | 0              | 1      | 0      |
| 2014/15 | → FC St. Pauli     | 2. Bundesliga     | 15         | 0          | 0     | 0     | —              | —              | 15     | 0      |
| 2015/16 | Fortuna Düsseldorf | 2. Bundesliga     | 24         | 0          | 2     | 0     | —              | —              | 26     | 0      |
| 2016/17 | Fortuna Düsseldorf | 2. Bundesliga     | 10         | 0          | 0     | 0     | —              | —              | 10     | 0      |
| 2016/17 | Ferencváros        | Nemzeti Bajnokság | 6          | 0          | 2     | 0     | —              | —              | 8      | 0      |
| 2017/18 | Ferencváros        | Nemzeti Bajnokság | 9          | 0          | 0     | 0     | 3              | 0              | 12     | 0      |
| 2018/19 | Ferencváros        | Nemzeti Bajnokság | 1          | 0          | 0     | 0     | 0              | 0              | 1      | 0      |
| Totaal  | Totaal             | Totaal            | 115        | 2          | 8     | 1     | 3              | 0              | 126    | 3      |

## Erelijst
| Magyar Kupa       | 1 | 2016/17 |
| Nemzeti Bajnokság | 1 | 2018/19 |